# Millésime Live 00/01
Pour les articles homonymes, voir Millésimes.
Albums de Pascal Obispo
Soledad
(1999) Studio Fan - Live Fan
(2004)
Singles
1. Neil Armstrong ou Gagarine (live edit) + Clip [Promo]
Sortie : 2001
2. Millésime / L'important c'est d'aimer (live)
Sortie : 7 janvier 2002

Millésime Live 00/01 est un album live de Pascal Obispo sorti le 12 novembre 2001 par Epic.

## Liste des chansons
| No  | Titre                                               | Durée |
| --- | --------------------------------------------------- | ----- |
| 1.  | Neil Armstong ou Gagarine                           |       |
| 2.  | Vivre ici                                           |       |
| 3.  | Soledad                                             |       |
| 4.  | Par absence                                         |       |
| 5.  | Assassine                                           |       |
| 6.  | Sa raison d'être                                    |       |
| 7.  | Lucie                                               |       |
| 8.  | L'important c'est d'aimer                           |       |
| 9.  | Les meilleurs ennemis (Best ennemy rap)             |       |
| 10. | Pas besoin de regrets / Relax                       |       |
| 11. | Ce qu'on voit, allée Rimbaud (en duo avec Calogero) |       |
| 12. | Et un jour, une femme (en duo avec Florent Pagny)   |       |
| 13. | Allumer le feu (en duo avec Johnny Hallyday)        |       |
| 14. | Millésime (inédit studio)                           |       |